# کردیچال
کردیچال، روستایی است از توابع بخش مرکزی شهرستان کلاردشت در استان مازندران ایران.

## آب و هوا
آب و هوای کردیچال جدا از کلاردشت نیست و همچون سایر نقاط کلاردشت ویژگی‌های کوهستانی موجب گردیده آب و هوای آن در شمار آب و هوای سرد کوهستانی طبقه‌بندی شود با زمستان‌های طولانی و تابستان‌های کوتاه. بالاترین دمای هوای کردیچال در فصل تابستان ۳۰درجه بالای صفر و پایین‌ترین دمای آن در فصل زمستان به ۱۰درجه زیر صفر می‌رسد اما در برخی از روزهای ابری و بارانی تیرماه و مردادماه نیز از دمای هوا بشدت کاسته می‌شود.
بعضاً اهالی در چنین روزهایی مجبور به استفاده از لباس‌های نسبتاً گرم هستند این امر به ویژه در روزهایی از فصل بهار و تابستان که با بارش برف در ارتفاعات همراه است، پدیده‌ای جالب و کم‌نظیر به‌شمار می‌رود. به‌طور کلی اهالی در طول سال تنها ۴ تا ۵ ماه (از اردیبهشت تا اواسط مهر ماه) از پوشاک گرم و لوازم گرمایشی استفاده نمی‌کنند. همچنین میانگین بارش سالیانه در کردیچال تقریباً ۱۵۰میلی‌متر است که بخش اعظم این بارش‌ها مربوط به فصل پاییز است. 

## جمعیت
براساس سرشماری مرکز آمار ایران در سال ۱۳۹۵، جمعیت آن ۱۵۶۶ نفر (۵۳۱خانوار) بوده‌است.
مردم کردیچال از قومیت طبری (مازندرانی) هستند. مردم کردیچال به زبان طبری (زبان مازندرانی) و گویش کلارستاقی سخن می‌گویند.